# Clau angular
La clau angular o claudàtor angular o claudangle és un signe de puntuació doble ⟨ ⟩ (o < >) que es col·loca envoltant un fragment de text.

## Usos
- per posar un enllaç web o una adreça de correu electrònic
- indica reconstrucció textual en una edició d'un manuscrit il·legible
- al xinès indiquen títol de l'obra (a Occident se sol posar en lletra cursiva)